# William J. Bacon

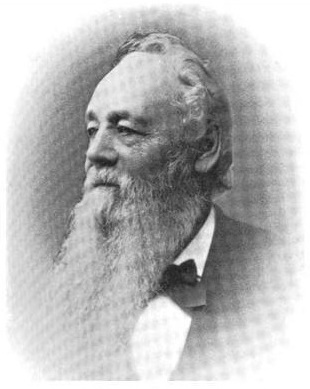
William J. Bacon

William Johnson Bacon (* 18. Februar 1803 in Williamstown, Massachusetts; † 3. Juli 1889 in Utica, New York) war ein US-amerikanischer Jurist und Politiker. Zwischen 1877 und 1879 vertrat er den Bundesstaat New York im US-Repräsentantenhaus. Der Kongressabgeordnete Ezekiel Bacon war sein Vater und der Kongressabgeordnete John Bacon sein Großvater.

## Werdegang
William Johnson Bacon wurde ungefähr neun Jahre vor dem Ausbruch des Britisch-Amerikanischen Krieges im Berkshire County geboren. Die Familie zog 1815 nach Oneida County und ließ sich in Utica nieder. 1822 graduierte er am Hamilton College in Clinton. Er studierte Jura und graduierte 1824 an der Litchfield Law School. Nach dem Erhalt seiner Zulassung als Anwalt im selben Jahr begann er in Utica zu praktizieren. 1837 ernannte man ihn zum City Attorney. Er saß 1850 in der New York State Assembly. 1851 wählte man ihn zum Trustee vom Hamilton College. Er wurde 1854 Richter am New York Supreme Court für den fünften Distrikt – ein Posten, den er bis 1870 innehatte. Damit war er ex officio auch Richter am New York Court of Appeals.
Politisch gehörte Bacon der Republikanischen Partei an. Bei den Kongresswahlen des Jahres 1876 für den 45. Kongress wurde er im 23. Wahlbezirk von New York in das US-Repräsentantenhaus in Washington, D.C. gewählt, wo er am 4. März 1877 die Nachfolge von Scott Lord antrat. Da er auf eine erneute Kandidatur 1878 verzichtete, schied er nach dem 3. März 1879 aus dem Kongress aus.
Nach seiner Kongresszeit ging er wieder seiner Tätigkeit als Anwalt nach. Er verstarb am 3. Juli 1889 in Utica und wurde dann auf dem Forest Hill Cemetery beigesetzt.